# 深沢彩子
深沢 彩子（ふかざわ あやこ、1955年11月7日 - ）は、日本のフリーアナウンサー。Me&Herコーポレーション所属。元ラジオ福島アナウンサー。

## 人物
- 兵庫県神戸市生まれ。3歳で東京へ移り住む。
- 早稲田大学教育学部国語国文学科を卒業した。
在学中は学生劇団「てあとろ50'」に所属（第1期生）した。
- 1978年、ラジオ福島にアナウンサーとして入社した。
- 1981年、ラジオ福島を退社しフリーアナウンサーに転身し、現在に至る。
- 2004年、佛教大学大学院通信教育部文学研究科修士課程を修了した。
- 桜美林大学・昭和女子大学非常勤講師を兼任（山田彩子名義）する。

## 現在出演中の番組
- NHK-FM「歌謡スクランブル」の構成・DJ

## 過去の主な出演作・主な著作等
- NHK「お達者くらぶ」レポーター
- NHK「関東甲信越ネットワーク」レポーター
- NHK-FM「ニューミュージック・ダイアリー」ディスクジョッキー
- テレビ朝日「ちいさい旅」ナレーター
- 日本テレビ「この店この味」ナレーター
- テレビ東京「レディス４（三越インフォメーション）」ナレーター
- ラジオたんぱ（現在のラジオNIKKEI）「ニュースオールナイト」キャスター
- アール・エフ・ラジオ日本「竹内宏のちょっとエコノミー」司会
- ドキュメンタリー映画「地球のステージ　ありがとうの物語」ナレーター
- 平成22年度文化庁芸術祭参加公演「万葉の風2010～歌そして言霊」構成-朗読
- 山と渓谷社ビデオ「日本百名山」ナレーター
- 山と渓谷社「山がくれた百のよろこび」（エッセイ/共著）
- 実教出版「社会を生き抜く伝える力A to Z」（テキスト/共著）
- 三才ブックス「不安が自信に変わる話し方の教室」（実用書/共著者：稲垣麻由美）